# Pāvels Seničevs
Pāvels Seničevs (* 10. Juni 1924 in Nowgorod, Russische SFSR; † 19. Mai 1997 in Kohtla-Järve, Estland) war ein sowjetischer Sportschütze aus Lettland in der Disziplin Trap.

## Erfolge
Pāvels Seničevs nahm an zwei Olympischen Spielen teil: 1964 belegte er in Tokio mit 194 Punkten den zweiten Platz und erhielt so die Silbermedaille. Er war mit 194 Punkten punktgleich mit Bill Morris und Galliano Rossini, setzte sich im Stechen aber gegen seine beiden Konkurrenten durch, nachdem er als einziger alle 25 Ziele traf. Bei den Olympischen Spielen 1968 in Mexiko-Stadt kam es erneut zum Stechen um die Silbermedaille, als Seničevs ebenso 196 Punkte erzielte wie Thomas Garrigus und Kurt Czekalla. Während Garrigus und Czekalle in der ersten Runde des Stechens alle 25 Ziele trafen, schied Seničevs mit 22 Treffern aus und wurde somit Vierter. Bei Weltmeisterschaften gewann Seničevs viermal Bronze: 1966 belegte er sowohl im Einzel- als auch im Mannschaftswettbewerb Rang drei, ebenso mit der Mannschaft 1967 in Bologna und 1986 in Suhl.